# Renata Szafarz
Renata Elżbieta Szafarz (ur. 30 marca 1943 w Wejherowie) – polska prawniczka, profesor nauk prawnych, specjalistka prawa międzynarodowego publicznego, pracownik naukowy Instytutu Nauk Prawnych PAN.

## Życiorys
W 1967 ukończyła studia prawnicze na Uniwersytecie Warszawskim, następnie podjęła studia doktoranckie w Instytucie Nauk Prawnych PAN. W 1971 obroniła pracę doktorską i została zatrudniona w INP PAN jako adiunkt. W 1983 otrzymała stopień doktora habilitowanego i zatrudniono ją na stanowisku docenta W 1992 uzyskała tytuł naukowy profesora nauk prawnych. Od 1992 kierowała Zespołem Prawa Międzynarodowego INP PAN.
Była członkiem Komitetu Nauk Prawnych PAN, a w latach 1998–2002 członkiem Rady Legislacyjnej. Od 1993 do 2005 była członkiem Stałego Trybunału Arbitrażowego.
W 2001 została odznaczona Krzyżem Kawalerskim Orderu Odrodzenia Polski.
W 2007 pod redakcją prof. Jerzego Menkesa ukazała się na jej cześć praca zbiorowa pt. Prawo międzynarodowe. Księga pamiątkowa prof. Renaty Szafarz (Dom Wydawniczy Elipsa, Warszawa 2007 ss. 606 ISBN 978-83-60694-08-4).

## Wybrane publikacje
- Umowy międzynarodowe Rzeczypospolitej Polskiej w sferze zainteresowania sądów (1999)
- Rozwój prawa międzynarodowego Europy. Z problematyki "europejskiej przestrzeni prawnej" (1994)
- Obowiązkowa jurysdykcja Międzynarodowego Trybunału Sprawiedliwości (1991)
- Wielostronne stosunki traktatowe Polski (1990)
- Badanie ziemi z kosmosu w świetle prawa międzynarodowego (1987)
- Sukcesja państw w odniesieniu do traktatów we współczesnym prawie międzynarodowym (1982)
- Zastrzeżenia do traktatów wielostronnych (1974)[5]